# Memecylon sitanum
Memecylon sitanum är en tvåhjärtbladig växtart som beskrevs av Jacq.-fel.. Memecylon sitanum ingår i släktet Memecylon och familjen Melastomataceae. Inga underarter finns listade i Catalogue of Life.